# Birgit Nilsson
Birgit Nilsson (Västra Karup, 17 de maig de 1918 - Bjärlöv (Suècia), 25 de desembre de 2005) va ser una soprano sueca que va conrear tant l'òpera com la música de concert. Va ser famosa per les seues interpretacions de Brunilda en el cicle de L'anell del nibelung i altres personatges d'òperes de Wagner (com Isolda en Tristany i Isolda), Elektra i Salomé de Richard Strauss i Turandot de Puccini.
Va nàixer (filla única) en una granja en Västra Karup (100 km al nord de Malmö), i va ser batejada com Birgit Märta Nilsson. «Vaig cantar abans de poder caminar», va dir en alguna ocasió. Quan va començar a cantar en el cor de l'església, els seus pares van notar el seu talent musical. Va estudiar amb Ragnar Blennow a Båstad, i amb Joseph Hislop i Arne Sunnegard a l'Acadèmia Reial de Música d'Estocolm.
Va realitzar el seu debut operístic en l'Òpera Reial Sueca l'any 1946 en el paper d'Agathe en Der Freischütz de Weber, comptant amb tan sols tres dies per a preparar el personatge. El 1947, va obtenir una bona rebuda per part del públic del seu país per la seua interpretació de Lady Macbeth en l'òpera Macbeth de Verdi. El seu primer compromís internacional important va ser en l'òpera Idomeneo de Mozart, en el Festival de Glyndebourne, l'any 1951. La primera vegada que va interpretar el paper de Brünnhilde va ser a Múnic l'any 1954.
Nilsson va debutar a Amèrica del Nord com Isolda el 1956, amb l'Òpera de San Francisco. L'any 1959 va obtenir un èxit aclaparador amb el mateix paper al Metropolitan Opera House de Nova York. Aquest mateix any, es va iniciar la seua relació amb el prestigiós Festival de Bayreuth en Lohengrin, i a partir d'aquest moment, va participar-hi regularment fins a l'any 1970. Ha treballat per a altres teatres d'òpera reconeguts com a Tòquio, París, Buenos Aires, Chicago i Hamburg.
Nilsson va ser àmpliament coneguda com una destacada soprano wagneriana, la successora de la no menys famosa soprano noruega, Kirsten Flagstad. Sempre se la va relacionar amb el paper de Brünnhilde. A més va interpretar altres papers amb característiques vocals molt diferents, com Leonora, Aïda, Turandot, Tosca, Elektra i Salomé.
Va fer molts enregistraments discogràfics, incloent-hi un cicle de l'Anell per a la Decca, cantant el paper de Brünnhilde. Les seues interpretacions més importants van ser enregistrades. L'any 1948 es va casar amb Bertil Niklasson, un estudiant de veterinària que va conèixer en un tren. La Fundació Americana Escandinava va crear un premi per a promoure joves talents americans amb el nom Birgit Nilsson Prize.
Va publicar la seua autobiografia a Estocolm el 1977, amb el nom Mina minnesbilder. Es va retirar dels escenaris el 1984.
Va morir als 87 anys en el mateix lloc on va nàixer, Västra Karup, el dia de Nadal de 2005. Ja era vídua i no tenia fills.

## Biografia

### Primers anys de vida
Birgit Nilsson va néixer Märta Birgit Svensson en una granja de Västra Karup a Escània (100 km al nord de Malmö) filla de Nils Svensson i Justina Svensson (nascuda Paulsson). Quan tenia tres anys va començar a escollir melodies en un piano de joguina que la seva mare li va comprar. Una vegada va dir a un entrevistador que podia cantar abans de caminar, i va afegir: «Fins i tot vaig cantar en els meus somnis». El seu talent vocal es va notar per primera vegada quan va començar a cantar al cor de la seva església. Un mestre de cor a prop de casa la va escoltar cantar i li va aconsellar que prengués classes de veu.
Va estudiar amb Ragnar Blennow a Åstorp durant sis mesos per preparar-se per a una audició a la Reial Acadèmia Sueca de Música d’Estocolm, on va ser la primera d'un grup de 47 cantants i va rebre la beca Christina Nilsson anomenada així per la famosa soprano. Els seus professors a l'acadèmia van ser Joseph Hislop i Arne Sunnegårdh. Tanmateix, es considerava autodidacta: «El millor professor és l'escenari», va dir a una entrevistadora el 1981. «Surts i has d'aprendre a projectar». Va deplorar la seva primera instrucció i va atribuir el seu èxit al talent natiu. «El meu primer professor de veu [Hislop] gairebé em va matar... [El] segon va ser gairebé tan dolent».

### Carrera inicial
El 1946, Nilsson va debutar a la Royal Swedish Opera d'Estocolm amb només tres dies d'avís, substituint la cantant malalta prevista per al paper d'Agathe a Der Freischütz de Carl Maria von Weber. El director Leo Blech no va ser molt amable amb ella i, com va escriure a la seva autobiografia, fins i tot va contemplar el suïcidi després de l'actuació. El 1947 va reclamar l'atenció nacional en Lady Macbeth de Verdi dirigida per Fritz Busch. Van seguir una gran quantitat de parts, des de Richard Strauss i Verdi fins a Wagner, Puccini i Txaikovski. A Estocolm va construir un repertori constant de papers en el camp liric-dramàtic, com Donna Anna a Don Giovanni, Aida, Lisa a Píkovaia dama, Tosca, Venus a Tannhäuser, Sieglinde a Die Walküre, Senta a Der fliegende Holländer i el Marschallin a Der Rosenkavalier, un dels seus papers preferits, tots cantats en suec. El 1949 va cantar a Ariadne auf Naxos amb Hjördis Schymberg i Elisabeth Söderström entre d'altres.

### Compromisos internacionals

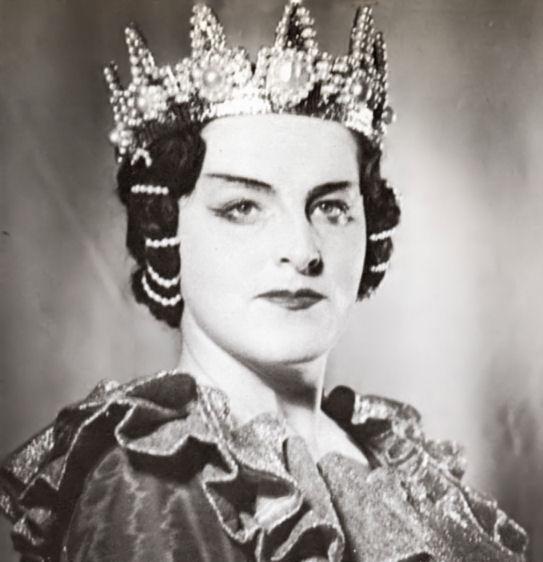
Nilsson com Lady Macbeth a l'òpera de Verdi a la Royal Swedish Opera, Estocolm, 1947

Sota la tutela de Fritz Busch, la seva carrera va agafar volada. Va ser fonamental per aconseguir el seu primer compromís important fora de Suècia, com a Electra a Idomeneo de Mozart al Festival de Glyndebourne el 1951. El seu debut a l'Òpera de l'Estat de Viena el 1953 va ser un punt d'inflexió; hi seria una intèrpret habitual durant més de 25 anys. Va ser seguida per Elsa a Lohengrin de Wagner al Festival de Bayreuth el 1954, després la seva primera Brünnhilde en un L'anell dels Nibelungs complet a l’Òpera Estatal de Baviera, al Festival d'Òpera de Munic de 1954. Més tard va tornar com a Sieglinde, Brünnhilde i Isolda fins al 1969.
Va agafar el paper principal de Turandot, que és breu però requereix un so inusualment gran, a La Scala de Milà el 1958, i després a la resta d'Itàlia. Nilsson va debutar als Estats Units com Brünnhilde a Die Walküre de Wagner el 1956 amb l'Òpera de San Francisco. Va assolir el protagonisme internacional després d'una actuació com Isolda a la Metropolitan Opera de la ciutat de Nova York el 1959, que va ser notícia de primera plana. Va dir que l'esdeveniment més gran de la seva vida era que se li demanés actuar a l'obertura de la 180a temporada a La Scala com Turandot el 1958. Va actuar a molts teatres d'òpera importants del món, com ara el Liceu de Barcelona,Viena, Berlín, la Royal Opera House de Covent Garden, Tòquio, París, Buenos Aires, Chicago i Hamburg.
Va cantar amb l’Orquestra Simfònica de Sydney en el concert de Wagner que va obrir la Sala de Concerts de l'Òpera de Sydney el 1973.

### Des de la dècada del 1960 fins als anys 80
Nilsson era àmpliament coneguda com la principal soprano wagneriana de la seva època, la successora de la gran soprano noruega Kirsten Flagstad, especialment com a Brünnhilde. Tanmateix, també va fer molts dels altres papers de soprano famosos, entre ells Leonore, Aida, Turandot, Tosca, Elektra i Salomé. Tenia, segons The New York Times, una veu d'una veracitat impecable i una resistència inexpugnable.
El director d'orquestra Erich Leinsdorf va pensar que la seva longevitat, com la de Flagstad, tenia alguna cosa a veure amb la seva herència escandinava, remarcant que Wagner necessitava persones reflexives, pacients i metòdiques. Nilsson va atribuir la seva llarga carrera a cap estil de vida o règim en particular. «No faig res especial», va dir una vegada. «No fumo. Bec una mica de vi i cervesa. Vaig néixer amb els pares adequats».
En gran poder, les seves notes agudes es van comparar de vegades amb les de la cantant de Broadway Ethel Merman. No obstant això, Nilsson afirma que les seves notes agudes explosives que van ser el seu major actiu a l'escenari «no s'han gravat com haurien d'haver estat» a l'estudi. Més tard es va lamentar: «Sempre em va entristir una mica quan escoltava els meus propis enregistraments. I molta gent em va dir que cantava molt millor en persona que a les gravacions! Això no em va afalagar gens, perquè sé què quedarà quan ja no canti».
Dues vegades al Met, Nilsson va patir ferides que li van impedir actuar. El febrer de 1971, es va esquinçar el turmell durant una actuació d'Elektra que va resultar en la cancel·lació d'una actuació (que va ser substituïda per una actuació històrica de Fidelio protagonitzada per Christa Ludwig). Nilsson es va recuperar per cantar la presentació d'Elektra el 27 de febrer. Més greument, el març de 1974 va caure i es va luxar l'espatlla durant un assaig de Götterdämmerung. Mentre es recuperava a l'habitació de l'hospital de Roosevelt, va dir: «A part de les meus contusions i el meu negre i blau, em sento bé». Encara que va poder cantar Brünnhilde a les dues primeres actuacions amb el braç en una fona, la seva lesió va fer que es perdés les actuacions posteriors, inclosa l'emissió de Götterdämmerung d'aquella temporada. La revisió del New York Times de la nit d'estrena de la producció del 8 de març es reimprimeix als arxius de l'Òpera Metropolitana.

### Senyoreta N.
A partir de l'estiu de 1968 al Festival de Bayreuth, Nilsson va ser perseguit obsessivament per una actriu i model nord-americana molt més jove, Nell Theobald, fins al suïcidi de Theobald nou anys més tard, el 1977. Nilsson va explicar extensament les seves experiències amb Theobald a les seves memòries, La Nilsson, en què es referia a Theobald només com a Miss N. L'incident d'assetjament es va presentar més tard a la revista Opera News i The New York Times.

### L'humor de Nilsson
Nilsson no es portava bé amb el famós director Herbert von Karajan. Una vegada, quan assajava a l'escenari de la Vienna Staatsoper, se li va trencar el fil de perles. Mentre l'ajudava a recuperar-les, Karajan va preguntar: «Aquestes perles reals es compren amb les vostres tarifes de La Scala?» Nilsson va respondre: «No, aquestes són perles falses comprades amb les vostres tarifes de l'Estaatsoper de Viena». Quan Nilsson va arribar per primera vegada al Met per assajar la producció de Die Walküre dirigida per Karajan, va dir: «Nu, on és Herbie?» I Karajan va enviar una vegada a Nilsson un cable de diverses pàgines, proposant amb gran detall una varietat de projectes, diferents dates i òperes. Nilsson va respondre per cable: «Ocupada. Birgit».
El fotògraf suec Lennart Nilsson, que es va fer famós mundialment per la seva documentació de l'embaràs des de la concepció fins al naixement, va ser demanat per la revista Life per fotografiar les cordes vocals de Birgit Nilsson mentre cantava aguda C. Birgit Nilsson va rebutjar la proposta amb les paraules «La teva fotògrafa vol que m'empassi la petita càmera perquè pugui fer fotos de la corda vocal. No vull això, ja que sé on ha estat abans». Finalment, però, va acceptar que es fessin les fotos.
Hi va haver una sana competència entre Nilsson i el tenor Franco Corelli pel que fa a qui podia aguantar més temps el Do agut a l'acte II de Turandot. En una actuació de la gira, després que ella el superés a l'alt C, es va dirigir a Rudolf Bing durant el següent entreacte, dient que no anava a continuar l'actuació. Bing, que sabia com manejar les rebequeries de Corelli, va suggerir que prengués represàlies mossegant el coll a Nilsson quan Calaf fa un petó a Turandot a l'acte III. Corelli no la va mossegar, però estava tan encantat amb la idea que li va parlar del suggeriment de Bing. Aleshores, va enviar un cable a Bing, informant-li que havia de cancel·lar les dues actuacions següents perquè havia contret la ràbia.
Quan Nilsson va començar a cantar Aida al Met, la soprano Zinka Milanov es va enfadar perquè Aida havia estat fins ara el seu paper. Després d'una actuació en què Nilsson estava cantant, Milanov va requisar i marxar amb el Rolls-Royce que Nilsson havia contractat després de l'actuació. Quan se li va preguntar sobre això després, Milanov va dir: «Si Madame Nilsson pren els meus papers, li he de prendre Rolls».
El secret per cantar Isolda, va dir, eren les sabates còmodes. Després d'un desacord amb la soprano australiana Joan Sutherland, se li va preguntar a Nilsson si pensava que el famós pentinat de Sutherland era real. Ella va respondre: «No ho sé. Encara no l'he tret».
Una vegada, preguntada quin era el seu paper preferit, va respondre: «Isolda em va fer famosa. Turandot em va fer rica». Quan se li va preguntar al director de l'Òpera Metropolitana de molt de temps, Sir Rudolf Bing, si era difícil, va dir que «De res. Has posat prou diners i surt una veu gloriosa». Quan Nilsson estava preparant els seus impostos i se li va preguntar si tenia cap dependència, va respondre: «Sí, només un, Rudolf Bing».

### Negocis
Nilsson també era famosa per la seva capacitat per guanyar diners. Es va convertir en una de les cantants més ben pagades del camp, en part per la raresa de les seves habilitats. En ser una empresària astuta, va negociar gran part de la seva pròpia carrera. Començaria les converses del contracte rebutjant totes les ofertes i sent evasiva sobre la seva disponibilitat. Aquesta tàctica continuaria fins que l'empresari oferia alguna cosa que ella volia. La resposta de Nilsson era potser.

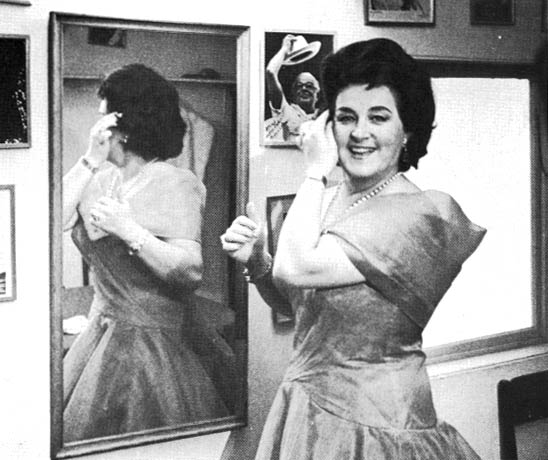
Nilsson darrere l'escenari de Gröna Lund, Estocolm, 1960

### Interaccions amb els directors
Nilsson era coneguda per enfrontar-se als directors. En un assaig de Die Walküre de 1967 amb Herbert von Karajan a la direcció, Nilsson va respondre a la fosca il·luminació de la producció portant un casc de miner (complet amb ales valquírianes). Quan en alguna ocasió von Karajan va instar a tornar-hi «però aquesta vegada amb més cor. Aquest és el lloc on tens la bossa», Nilsson va respondre: «Estic molt contenta de trobar que tenim alguna cosa en comú». Quan Georg Solti, a Tristan und Isolde, va insistir en tempos massa lents per al gust de Nilsson, va fer que la primera actuació fos encara més lenta, provocant un canvi de cor en el director.

### Autocrítica
Malgrat el seu reconeixement mundial, Nilsson va dir que estava nerviosa abans de cada actuació important. «Abans d'una estrena, de camí a l'òpera, m'esperava un petit i petit accident, no calia que fos gaire, però per no haver de cantar», va dir en una entrevista de 1977 a la televisió sueca. Nilsson parlava sovint dels seus límits. Va dir que la seva veu no encaixava bé amb el que va descriure com les textures més suaus i els tons refinats de les òperes italianes. No obstant això, va cantar papers en òperes italianes com Donna Anna a Don Giovanni.

### Enregistraments
Nilsson va gravar tots els seus papers principals en els principals enregistraments comercials de les obres completes, així com una dotzena de recitals en solitari d'àries, cançons, concerts i himnes; tots es van publicar originalment en format LP de vinil i la majoria s'han reeditat en CD o en format digital. En part a causa de la seva disponibilitat per interpretar a Brünnhilde, Decca Records va emprendre el costós projecte de fer una gravació d'estudi de les quatre òperes de L'anell dels Nibelungs de Wagner, dirigida per Solti i produïda per John Culshaw. L'esforç va durar set anys, del 1958 al 1965. Una pel·lícula dels actes la va convertir en una imatge familiar per als espectadors de televisió conscients de les arts.

### Absència de Nova York i Salzburg
Encara que era una visitant freqüent de la Metropolitan Opera, Nilsson no sempre va coincidir amb el seu temible director general, Rudolf Bing (de qui sovint es deia que no li agradava Wagner), ni tampoc amb el director d'orquestra Herbert von Karajan. Posteriorment, va fer menys aparicions a Nova York del que s'esperava a principis de la dècada del 1970 i va ser pràcticament exclosa del Festival de Salzburg. La seva carrera americana va ser descarrilada a mitjans dels anys setanta per les reclamacions del Servei d'Impostos Interns dels Estats Units presentades per impostos endarrerits. Diversos anys més tard es va elaborar un calendari de pagaments i es va acabar la pausa de Nilsson dels Estats Units. Quan va tornar, Donal Henahan va escriure a The New York Times: «La famosa trompeta brillant d'una veu encara està lluny de sonar com una corneta».
Nilsson va aparèixer al Metropolitan Opera 223 vegades en 16 papers. Va cantar dos cicles complets de l'anell  la temporada 1961–62, i un altre a la 1974–75. Va ser Isolda 33 vegades, i Turandot 52. Va interpretar la majoria de les altres grans parts de soprano: Aida, Tosca, La dona del tintorer a Die Frau ohne Schatten de Strauss, Salomé, Elektra, Lady Macbeth de Verdi i Leonore a Fidelio de Beethoven. El 1966 va interpretar simultàniament els papers de Venus i Elisabeth (que mai apareixen juntes) a Tannhäuser de Wagner. Va aparèixer de manera memorable com a reemplaçament de Sieglinde a Brünnhilde de Rita Hunter als anys setanta. Va actuar 232 vegades a l'Òpera de l'Estat de Viena entre 1954 i 1982, i la Filharmònica de Viena, l'orquestra de la companyia, la va convertir en membre d'honor el 1999. «Si alguna vegada hi va haver algú a qui es pot anomenar una estrella real i una cantant d'òpera mundialment famosa durant la seva època, va ser Frau Nilsson», va dir Ioan Holender, director de l'Òpera Estatal de Viena.

### Últims anys

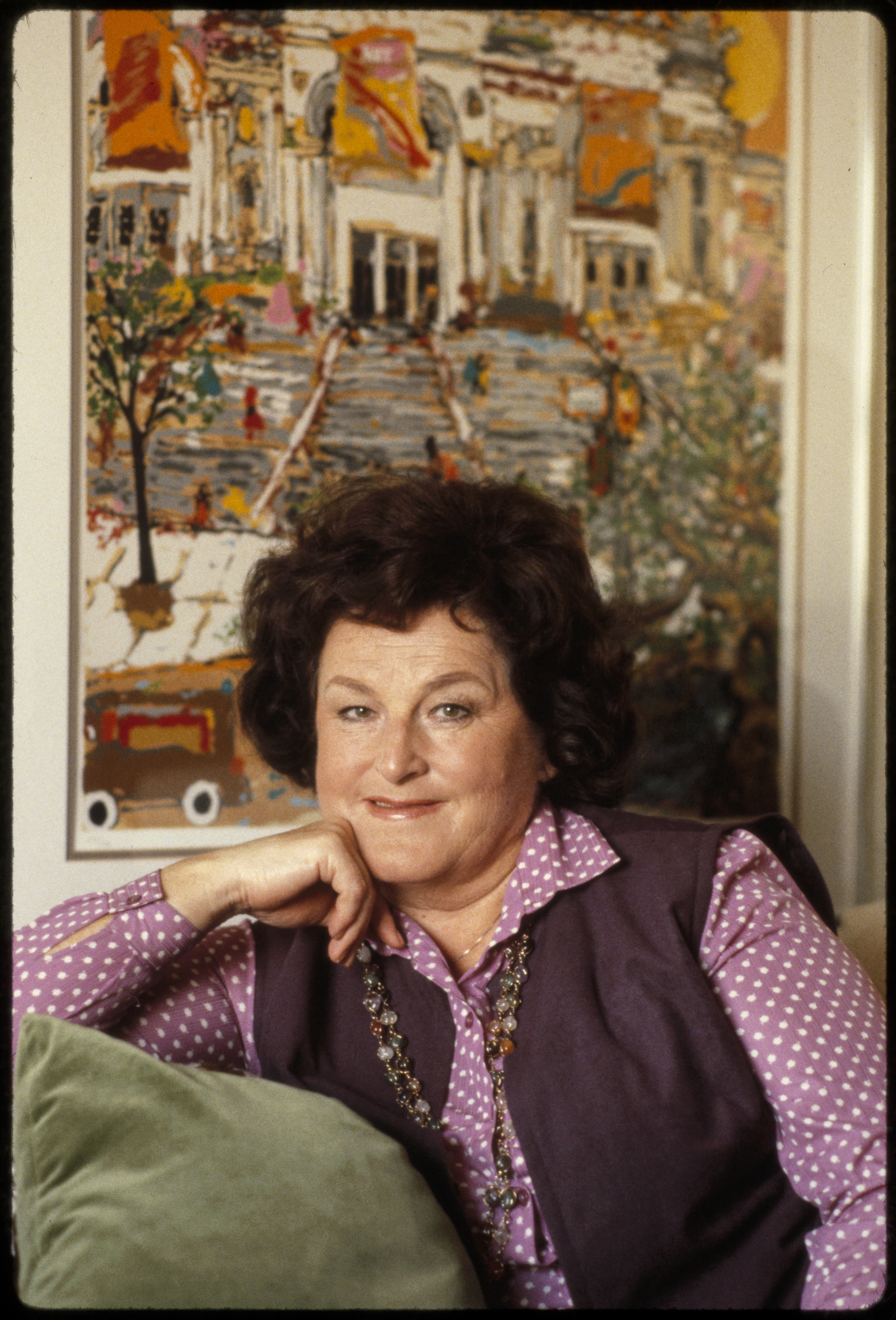
Birgit Nilsson el 1981

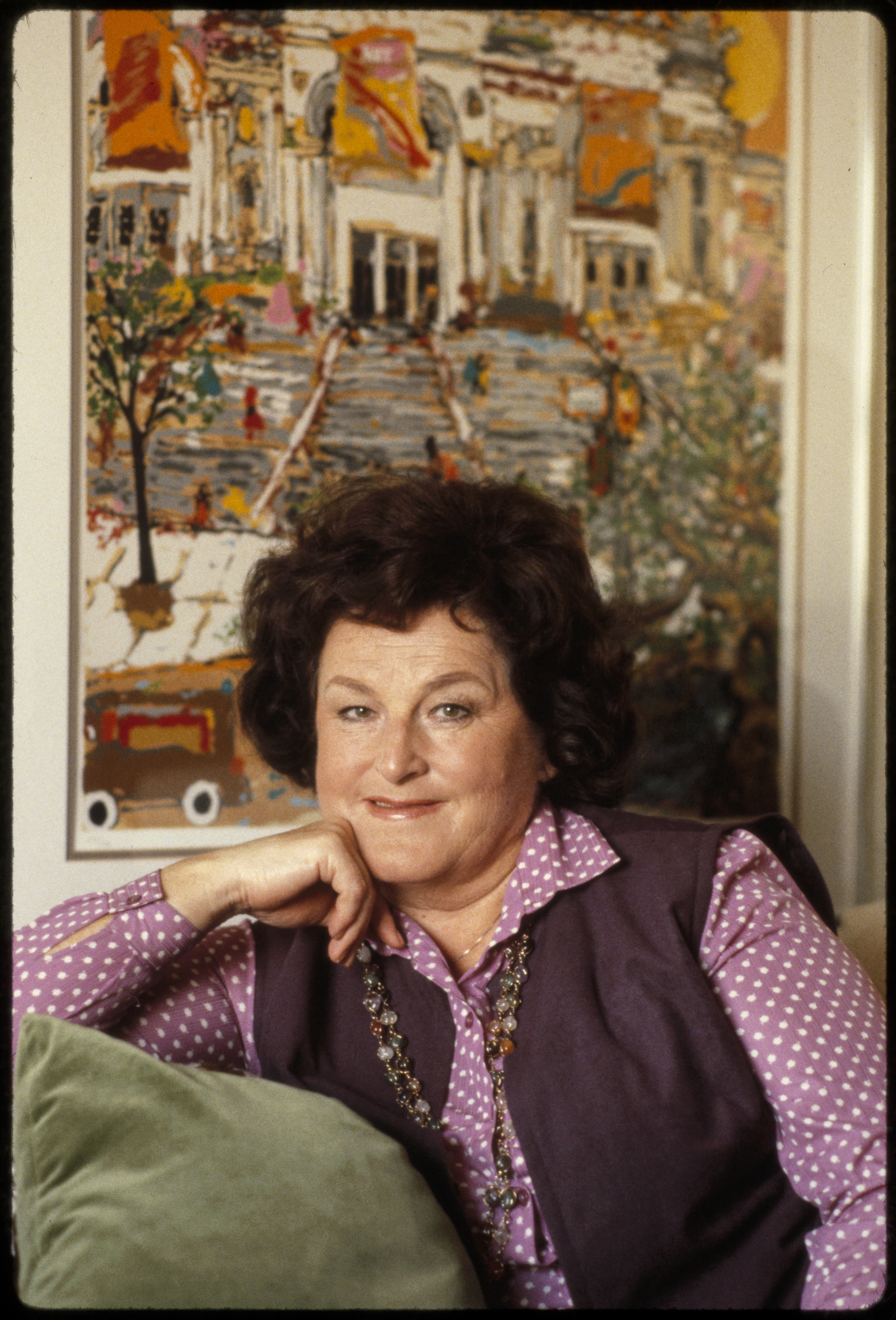
Birgit Nilsson el 1981

L'autobiografia de Nilsson, Mina minnesbilder ('Les meves memòries en imatges') es va publicar a Estocolm el 1977. Es va retirar el 1984 a la seva llar d'infantesa a la província d'Escània, al sud de Suècia, on el seu pare havia estat un granger de sisena generació i ella havia treballat per cultivar remolatxa i patates fins als 23 anys. En una entrevista a mitjans de la dècada del 1990, semblava feliç, serena i sense pretensions com sempre.
L'autobiografia de Nilsson, Mina minnesbilder ('Les meves memòries en imatges') es va publicar a Estocolm el 1977. Es va retirar el 1984 a la seva llar d'infantesa a la província d'Escània, al sud de Suècia, on el seu pare havia estat un granger de sisena generació i ella havia treballat per cultivar remolatxa i patates fins als 23 anys. En una entrevista a mitjans de la dècada del 1990, semblava feliç, serena i sense pretensions com sempre. «Sempre he intentat recordar el que em deia la meva mare», va dir. «Estigues a prop de la terra. Aleshores, quan caus, no et farà tant mal».
El 1981, Suècia va emetre un segell que mostrava Nilsson com Turandot. Va rebre la medalla d'or de quòrum Illis, avui el guardó més alt que el govern de Suècia pot atorgar a un ciutadà suec. L'any 1988, amb motiu del 350è aniversari de Nova Suècia, el primer assentament suec a Amèrica, la American-Scandinavian Foundation va nomenar el seu premi per a joves cantants d'òpera nord-americans amb el premi Birgit Nilsson. Nilsson va presidir personalment diversos concursos.

### Mort
Nilsson va morir, als 87 anys, el 25 de desembre de 2005 a la seva casa de Bjärlöv, un petit poble prop de Kristianstad a Escània al mateix comtat on va néixer. No es va donar a conèixer cap causa de la mort. Li va sobreviure el seu marit Bertil Niklasson (mort el març de 2007), un veterinari que havia conegut en un tren i amb qui es va casar el 1948. No van tenir fills.